# Santa Maria sopra Minerva (titolo cardinalizio)
Santa Maria sopra Minerva (in latino: Titulus Sanctæ Mariæ supra Minervam) è un titolo cardinalizio istituito da papa Paolo IV il 24 marzo 1557. Il titolo insiste sulla basilica di Santa Maria Sopra Minerva.
Dal 28 giugno 2018 il titolare è il cardinale António Augusto dos Santos Marto, vescovo emerito di Leiria-Fátima.

## Titolari
Si omettono i periodi di titolo vacante non superiori ai 2 anni o non storicamente accertati.
- Michele Ghislieri, O.P. (24 marzo 1557 - 14 aprile 1561 nominato cardinale presbitero di Santa Sabina)
  - Titolo vacante (1561 - 1565)
- Michele Ghislieri, O.P.[1] (15 maggio 1565 - 7 gennaio 1566 eletto papa)
- Michele Bonelli, O.P. (20 marzo 1566 - 8 novembre 1589 nominato cardinale presbitero di San Lorenzo in Lucina)
- Girolamo Bernieri (o Bernerio), O.P. (8 novembre 1589 - 17 giugno 1602 nominato cardinale presbitero di San Lorenzo in Lucina)
- Francesco Maria Tarugi, C.O. (17 giugno 1602 - 11 giugno 1608 deceduto)
- Filippo Spinelli (10 settembre 1608 - 25 maggio 1616 deceduto)
- Ladislao d'Aquino (17 ottobre 1616 - 21 febbraio 1621 deceduto)
- Giulio Roma (3 marzo 1621 - 28 marzo 1639 nominato cardinale presbitero di Santa Prassede)
  - Titolo vacante (1639 - 1643)
- Giovanni Battista Altieri (31 agosto 1643 - 26 novembre 1654 deceduto)
- Giovan Francesco Paolo di Gondi (14 maggio 1655 - 24 agosto 1679 deceduto)
- Philip Thomas Howard of Norfolk (25 settembre 1679 - 17 giugno 1694 deceduto)
- José Sáenz de Aguirre, O.S.B.Cas. (30 agosto 1694 - 19 agosto 1699 deceduto)
- Louis-Antoine de Noailles (3 gennaio 1701 - 3 marzo 1729 nominato cardinale presbitero di San Sisto)
- Agostino Pipia, O.P. (3 marzo 1729 - 19 febbraio 1730 deceduto)
- Philipp Ludwig von Sinzendorf (14 agosto 1730 - 28 settembre 1747 deceduto)
- Daniele Dolfin (20 novembre 1747 - 19 luglio 1758 nominato cardinale presbitero di San Marco)
- Giuseppe Pozzobonelli (2 agosto 1758 - 28 maggio 1770 nominato cardinale presbitero di San Lorenzo in Lucina)
- Scipione Borghese (12 dicembre 1770 - 26 dicembre 1782 deceduto)
- Tommaso Maria Ghilini (17 febbraio 1783 - 4 aprile 1787 deceduto)
- Vincenzo Ranuzzi (28 settembre 1787 - 27 ottobre 1800 deceduto)
- Giulio Maria della Somaglia (20 luglio 1801 - 26 settembre 1814 nominato cardinale vescovo di Frascati)
- Francesco Fontana, B. (29 aprile 1816 - 19 marzo 1822 deceduto)
- Francesco Bertazzoli (16 maggio 1823 - 15 dicembre 1828 nominato cardinale vescovo di Palestrina)
- Benedetto Colonna Barberini di Sciarra (21 maggio 1829 - 2 luglio 1832 nominato cardinale presbitero di Santa Maria in Trastevere)
- Giuseppe Maria Velzi, O.P. (17 dicembre 1832 - 23 novembre 1836 deceduto)
- Antonio Francesco Orioli, O.F.M.Conv. (15 febbraio 1838 - 30 settembre 1850 nominato cardinale presbitero dei Santi XII Apostoli)
- Raffaele Fornari (10 aprile 1851 - 15 giugno 1854 deceduto)
- Guilherme Henriques de Carvalho (30 novembre 1854 - 15 novembre 1857 deceduto)
- Francesco Gaude (21 dicembre 1857 - 14 dicembre 1860 deceduto)
- Gaetano Bedini (30 settembre 1861 - 6 settembre 1864 deceduto)
  - Titolo vacante (1864 - 1868)
- Matteo Eustachio Gonella (16 marzo 1868 - 15 aprile 1870 deceduto)
  - Titolo vacante (1870 - 1875)
- John McCloskey (17 settembre 1875 - 10 ottobre 1885 deceduto)
- Zeferino González y Díaz Tuñón, O.P. (17 marzo 1887 - 29 novembre 1894 deceduto)
- Egidio Mauri, O.P. (2 dicembre 1895 - 13 marzo 1896 deceduto)
- Serafino Cretoni (3 dicembre 1896 - 3 febbraio 1909 deceduto)
- John Murphy Farley (30 novembre 1911 - 17 settembre 1918 deceduto)
- Teodoro Valfrè di Bonzo (18 dicembre 1919 - 25 giugno 1922 deceduto)
- Stanislas-Arthur-Xavier Touchet (14 dicembre 1922 - 23 settembre 1926 deceduto)
- Giuseppe Gamba (23 dicembre 1926 - 26 dicembre 1929 deceduto)
- Giulio Serafini (3 luglio 1930 - 16 luglio 1938 deceduto)
- Eugène Tisserant (11 dicembre 1939 - 18 febbraio 1946 nominato cardinale vescovo di Porto e Santa Rufina)
- Clemente Micara (22 febbraio 1946 - 13 giugno 1946); in commendam (13 giugno 1946 - 11 marzo 1965 deceduto)
- Antonio Samorè (29 giugno 1967 - 24 dicembre 1974 nominato cardinale vescovo di Sabina e Poggio Mirteto)
- Dino Staffa (24 maggio 1976 - 7 agosto 1977 deceduto)
- Anastasio Alberto Ballestrero, O.C.D. (30 giugno 1979 - 21 giugno 1998 deceduto)
  - Titolo vacante (1998 - 2001)
- Cormac Murphy-O'Connor (21 febbraio 2001 - 1º settembre 2017 deceduto)
- António Augusto dos Santos Marto, dal 28 giugno 2018